# Сладковське сільське поселення (Слободо-Туринський район)
Сладко́вське сільське поселення (рос. Сладковское сельское поселение) — сільське поселення у складі Слободо-Туринського району Свердловської області Росії.
Адміністративний центр — село Сладковське.
Населення сільського поселення становить 1686 осіб (2019; 2116 у 2010, 2692 у 2002).
Станом на 2002 рік існувало 3 сільських ради: Куміновська сільська рада (село Куміновське, присілок Барбашина), Пушкарьовська сільська рада (села Пушкарьово 1-е, Пушкарьово 2-е, присілок Суханова) та Сладковська сільська рада (село Сладковське, присілки Андронова, Макуй, Нова, Томілова).

## Склад
До складу сільського поселення входять:
| Населений пункт      | Населення, осіб (2002) | Населення, осіб (2010) |
| -------------------- | ---------------------- | ---------------------- |
| Андронова, присілок  | 306                    | 238                    |
| Барбашина, присілок  | 240                    | 196                    |
| Куміновське, село    | 379                    | 255                    |
| Макуй, присілок      | 298                    | 225                    |
| Нова, присілок       | 0                      | 0                      |
| Пушкарьово 1-е, село | 191                    | 114                    |
| Пушкарьово 2-е, село | 137                    | 106                    |
| Сладковське, село    | 898                    | 808                    |
| Суханова, присілок   | 73                     | 56                     |
| Томилова, присілок   | 170                    | 118                    |